# Nậm Tần
Nậm Tần là dòng sông chảy ở huyện Sìn Hồ tỉnh Lai Châu, Việt Nam.
Nậm Tần là phụ lưu cấp 1 của Nậm Na trong lưu vực sông Đà, dài 21 km, diện tích lưu vực 130 km², mã sông là "02 02 63 26 04". Nhiều văn liệu gọi là "suối Nậm Tần".
Nậm Tần khởi nguồn từ sườn đông dãy núi trên biên giới Việt Trung, ở phía tây xã Pa Tần, chảy về hướng đông. 22°29′32″B 103°04′53″Đ / 22,492273°B 103,08127°Đ
Đến bản Pa Tần 3 ở trung tâm hành chính xã Pa Tần thì Nậm Tần đổ vào Nậm Na. 22°28′22″B 103°11′49″Đ / 22,472783°B 103,196977°Đ Cửa sông ở phía hạ lưu đập Thủy điện Nậm Na 2 22°29′37″B 103°13′54″Đ / 22,493591°B 103,231785°Đ cỡ 5 km theo đường sông. Cửa sông nay là lòng hồ Thủy điện Nậm Na 3, tạo cảnh quan đẹp cho khu dân cư chính của xã Pa Tần.
Tên sông được dùng đặt tên các bản Nậm Tần, Pa Tần và xã Pa Tần.